# کونیگساو
کونیگساو (به آلمانی: Königsau) یک شهر در آلمان است که در باد کرویتسناخ واقع شده‌است. کونیگساو ۷۰ نفر جمعیت دارد.